# Olivier Sorlin
Olivier Sorlin (Saint-Étienne, 9 april 1979) is een Franse voetballer (middenvelder) die sinds 2010 voor de Évian Thonon Gaillard FC uitkomt. Voordien speelde hij onder andere voor Montpellier HSC, AS Monaco, Stade Rennais en PAOK.

## Carrière
- 1997–1999: ASOA Valence
- 1999–2002: Montpellier HSC
- 2002–2005: Stade Rennais
- 2005–2006: AS Monaco
- 2006–2009: Stade Rennais
- 2009–2010: PAOK Saloniki
- 2010–: Évian Thonon Gaillard FC